# Nemaspela birsteini
Nemaspela birsteini is een hooiwagen uit de familie aardhooiwagens (Nemastomatidae).